# 발레아로사우루스
발레아로사우루스(학명:Balearosaurus bombandensis)는 도마뱀목 까마귀도마뱀과에 속하는 도마뱀이다. 지금은 멸종된 종으로서 전체적인 몸길이가 2~3m인 거대한 도마뱀에 속한다.

## 특징
발레아로사우루스는 스페인의 페름기에 생존했던 모라디사우린 캡토리니드의 멸종된 파충류의 한 속이다. 하나의 아종에 속하는 종류는 빌레아로사우루스 봄바덴시스이다. 발레아로사우루스는 앞다리와 뒷다리가 모두 크게 발달되어 있으며 다리에 근육이 많아 순간적으로 빠른 속력을 내는 것이 가능한 도마뱀이였다. 또한 생존했던 당시에는 화려한 황색과 검은색의 줄무늬로 치장된 도마뱀이였을 것으로 추정되는 종이다. 발레아로사우루스는 상대적으로 작은 눈을 가졌지만 다른 도마뱀에 비해 시력이 크게 떨어지지 않았던 도마뱀이였을 것으로 보이며 주둥이가 상대적으로 길쭉하고 오목하게 확장된 특징을 가지고 있다. 양턱에는 총 10~15개의 삼각형 모양의 작은 이빨들을 가지고 있다. 먹이로는 당대에 서식했던 곤충, 절지동물 등을 잡아먹고 살았을 육식성의 도마뱀으로 추정되는 종이다.

## 생존시기와 서식지와 화석의 발견
발레아로사우루스가 생존했던 시기는 고생대의 페름기로서 지금으로부터 2억 9000만년전~2억 4500만년전에 생존했던 종이다. 생존했던 시기앤 유럽을 중심으로 하는 당시에 존재했던 늪, 초원 등에서 서식했었던 도마뱀이다. 화석의 발견은 2021년에 유럽의 페름기에 형성된 지층에서 유럽의 고생물학자들에 의하여 처음으로 화석이 발견되어 새롭게 명명된 종이다.

## 같이 보기
- 파충류
- 고생대
- 페름기
- 도마뱀
- 화석